# Parabothus coarctatus
Parabothus coarctatus är en fiskart som först beskrevs av Gilbert, 1905.  Parabothus coarctatus ingår i släktet Parabothus och familjen tungevarsfiskar. Inga underarter finns listade i Catalogue of Life.